# John Philbin
John Phillip Philbin (ur. 27 kwietnia 1960 w Carmel-by-the-Sea w Kalifornii) – amerykański aktor filmowy i telewizyjny, a także surfer.

## Życiorys
W wieku 12 lat zaczął surfować. Aktorstwem zajmował się już w trakcie nauki w szkole średniej. Studiował aktorstwo na Uniwersytecie Kalifornijskim w Santa Barbara, a także należał do uniwersyteckiej drużyny surfingowej.
Jako znakomity surfer Philbin wykorzystał tę umiejętność w filmach takich jak dramacie sensacyjnym Wysokie fale (North Shore, 1987) z udziałem Gregory’ego Harrisona, dramacie Harolda Beckera Zastrzyk energii (The Boost, 1988) z Jamesem Woodsem i Sean Young, sensacyjnym Kathryn Bigelow Na fali (1991) u boku Patricka Swayze i Keanu Reevesa oraz dramacie biograficznym Surferka z charakterem (Soul Surfer, 2011) z Helen Hunt. Wystąpił też w filmach Dzieci kukurydzy (Children of the Corn, 1984), Powrót żywych trupów (The Return of the Living Dead, 1985), Cisi ludzie (Shy People, 1987) i Tombstone (1993) jako Tom McLaury. Na planie melodramatu sportowego Johna Stockwella Błękitna fala (Blue Crush, 2002) z Kate Bosworth pełnił funkcję instruktora surfingu.